# Lasconotus bitomoides
Lasconotus bitomoides är en skalbaggsart som beskrevs av Kraus 1912. Lasconotus bitomoides ingår i släktet Lasconotus och familjen barkbaggar. Inga underarter finns listade i Catalogue of Life.